# Kilolo (huyện)
Kilolo là một huyện thuộc vùng Iringa, Tanzania. Thủ phủ của huyện Kilolo đóng tại Ilula. Huyện Kilolo có diện tích 6804 ki lô mét vuông. Đến thời điểm điều tra dân số ngày 25 tháng 8 năm 2002, huyện Kilolo có dân số 204372 người.